# Porte de la Villette
La porte de la Villette est une porte de Paris située dans le quartier de la Villette dans le 19e arrondissement de la capitale. Elle sépare Paris d'Aubervilliers et Pantin (Seine-Saint-Denis). Historiquement, c'est l'une des dix-sept portes percées dans l'enceinte de Thiers au milieu du XIXe siècle pour protéger Paris.

## Situation et accès
La porte de la Villette est située dans le prolongement de l'avenue de Flandre et de l'avenue Corentin-Cariou, au croisement de cette dernière avec le boulevard Macdonald, et constitue l'origine de la route nationale 2. 
Elle comprend la place Auguste-Baron, le rond-point situé sous le boulevard périphérique de Paris, qui donne accès à cette autoroute urbaine. Elle se trouve à 1 000 mètres à l'est de la porte d'Aubervilliers et 1 500 mètres au nord de la porte de Pantin.
La porte de la Villette fut le terminus de la ligne 7 du métro (station Porte de la Villette) de 1910 à 1979, année où la ligne fut prolongée à Fort d'Aubervilliers. Depuis le 15 décembre 2012, elle est également desservie au sud de la porte par la ligne 3b du tramway d'Île-de-France.
Autrefois, la porte de la Villette était également desservie par les tramways qui desservaient la route de Flandre (RN2).
La porte de la Villette constitue par ailleurs un accès majeur au boulevard périphérique.

## Historique

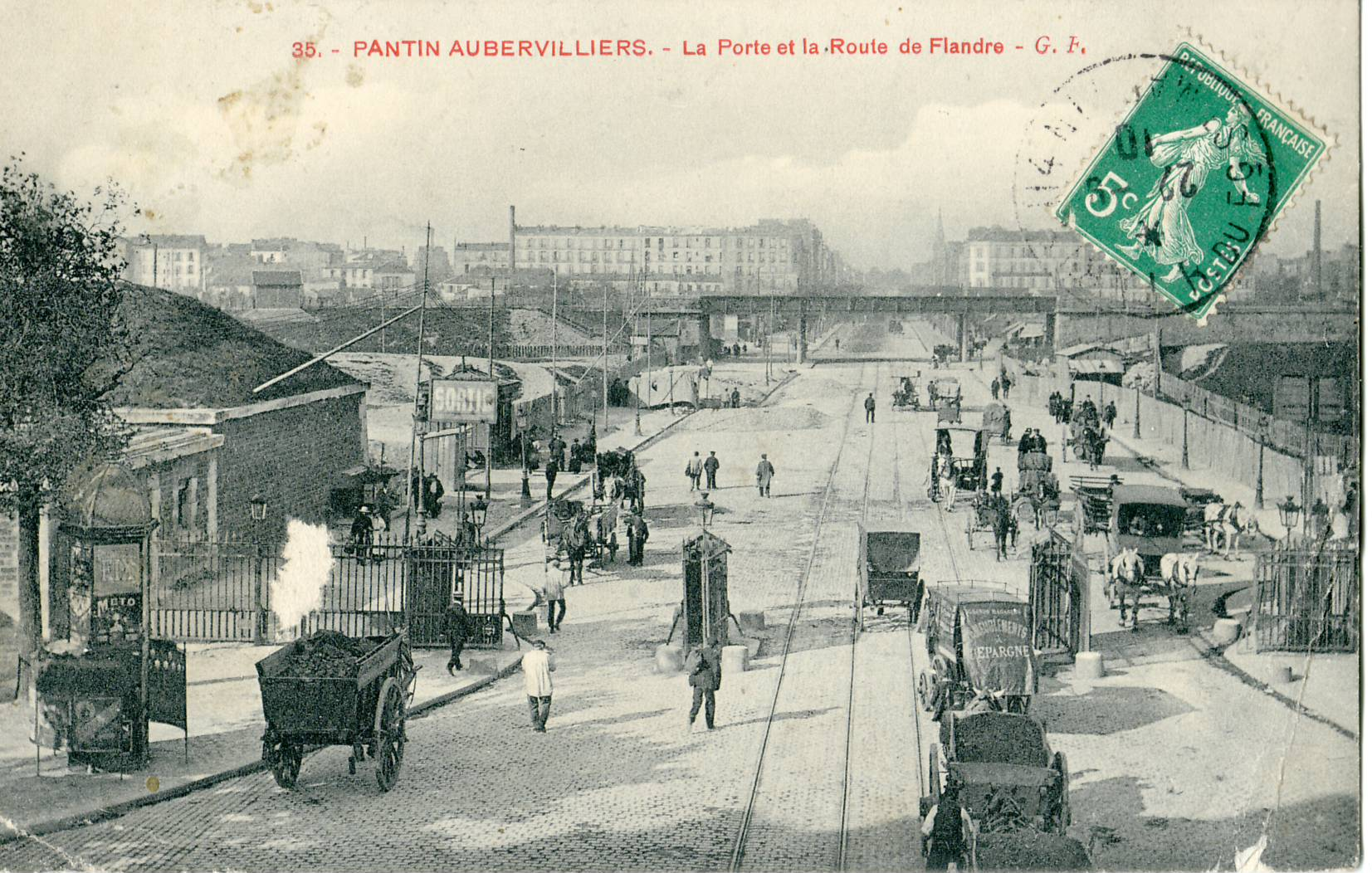
La porte de la Villette avant 1910 : au premier plan la percée dans le mur d'enceinte, par lequel passe la RN2, alors appelée « route de Flandre », et ses voies de tramways et le pont de la ligne Pantin - La Plaine.
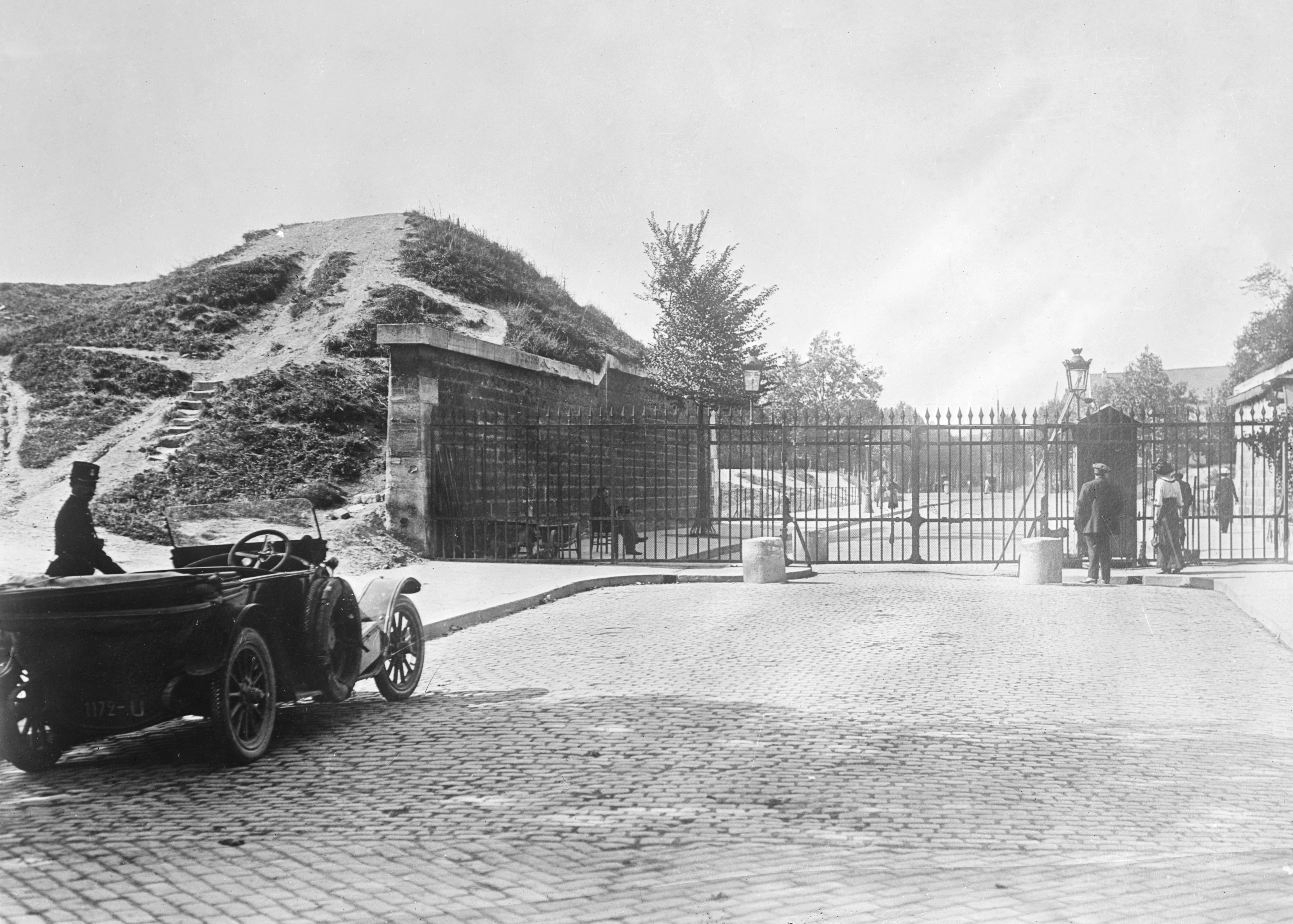
La porte de la Vilette vers 1914-1918.

## Équipements
Elle est un accès important aux communes limitrophes de Pantin et d'Aubervilliers. C'est une zone extrêmement restructurée depuis les années 1980 qui donne un accès au Parc de la Villette et plus particulièrement à la Cité des sciences et de l'industrie ainsi qu'à la Géode de la Villette. Elle se trouve aussi à proximité de la tour La Villette et du canal Saint-Denis à son entrée dans Paris.
Elle dessert la zone d'activité des EMGP, l'espace d'expositions Paris Event Center et le centre commercial du Millénaire à Aubervilliers.